# الرزيمات
قرية الرزيمات هي إحدى القرى التابعة لمركز حوش عيسى في محافظة البحيرة في جمهورية مصر العربية. حسب إحصاءات سنة 2006، بلغ إجمالي السكان في الرزيمات 9103 نسمة، منهم 4469 رجل و4634 امرأة.